# Amata laomedia
Amata laomedia är en fjärilsart som beskrevs av Druce 1895. Amata laomedia ingår i släktet Amata och familjen björnspinnare. Inga underarter finns listade i Catalogue of Life.